# 內政部警政署保安警察第四總隊
內政部警政署保安警察第四總隊，簡稱保四總隊，為隸屬於內政部警政署的保安警察單位，分駐於彰化縣彰化市親愛營區及精誠營區，總隊部位於親愛營區。
保四總隊的主要任務是衛戍首都和中央政府憲政機關(總統府、行政院、立法院、司法院、考試院、監察院)，準備應變及支援協助各縣市警察局、電信警察隊等單位，協助維護治安及處理群眾活動勤務。
本隊精誠營區亦負責考試院所舉辦一般警察特考四等錄取人員之「正式授階任官前教育訓練業務」

## 歷史
內政部警政署保安警察第四總隊，前身係分駐彰化縣的「臺灣省保安警察第一總隊第一大隊」，於1990年1月1日成立並改隸內政部警政署，負責拱衛臺灣中部地區政府機關、官邸之警衛安全任務。1999年因為地方警力缺乏，保四總隊部分警力移撥至各縣市警察局成立警察局保安隊。2000年9月，替代役警察役役男開始在保四總隊服役，同時有常任警察與警察役役男服務。
2007年時在保四總隊服役的替代役男約有500名。

## 組織編制
總隊部駐於親愛營區，設有總隊長一人，副總隊長一人，主任秘書一人，核稿秘書二人，另設有警務科、督訓科、後勤科、保防科、秘書室、人事室、主計室、醫務室、勤指中心等九個幕僚單位，其中各科、室、中心設有科長或主任各一名。
總隊設有勤務單位共四個大隊，其中第一大隊、第二大隊、第三大隊駐於親愛營區，第四大隊駐於精誠營區，各大隊下設有三個中隊編制，共十二個中隊。每一大隊設有大隊長一人，副大隊長一人。每個大隊部均設有督察員、保防員各一人，另依任務需求派任警務員。

單位組織如下：
- 總隊部
  - 總隊長
  - 副總隊長
  - 主任秘書
- 幕僚單位
  - 警務科
  - 督訓科
  - 後勤科
  - 保防科
  - 秘書室
  - 人事室
  - 主計室
  - 醫務室
  - 勤指中心
- 勤務單位
  - 第一大隊[5]
    - 第一中隊
    - 第二中隊
    - 第三中隊

  - 第二大隊[6]
    - 第一中隊
    - 第二中隊
    - 第三中隊

  - 第三大隊[7]
    - 第一中隊
    - 第二中隊
    - 第三中隊

  - 第四大隊[8]
    - 第一中隊
    - 第二中隊
    - 第三中隊

## 現任機關首長
| 職稱     | 姓名   | 佩階     | 警察學歷/期別                | 主要經歷                             |
| -------- | ------ | -------- | ---------------------------- | ------------------------------------ |
| 總隊長   | 李謀旺 | 三線二星 | 中央警察大學消防學系51期     | 臺北市政府警察局副局長               |
| 副總隊長 | 林沐弘 | 三線二星 | 中央警察大學外事警察學系56期 | 內政部警政署保安警察第六總隊主任秘書 |
| 主任秘書 | 陳家銘 | 三線二星 | 中央警官學校行政警察學系52期 | 臺中市政府警察局督察室督察           |

## 駐地
- 親愛營區（彰化縣彰化市華陽里1鄰南郭路一段383號）
  - 總隊部
  - 第一大隊
  - 第二大隊
  - 第三大隊
- 精誠營區（彰化縣彰化市華陽里1鄰南郭路一段505號）
  - 第四大隊

## 外部連結
- 內政部警政署保安警察第四總隊全球資訊網 （页面存档备份，存于）